# فرودگاه بین‌المللی اینگنیرو ارناوتیکو امبرسیو تاراولا
فرودگاه بین‌المللی اینگنیرو ارناوتیکو امبرسیو تاراولا (به انگلیسی: Ingeniero Aeronáutico Ambrosio L.V. Taravella International Airport) (به زبان بومی: Aeropuerto Internacional de Córdoba "Ingeniero Aeronáutico Ambrosio L.V. Taravella") یک فرودگاه همگانی مسافربری با کد یاتا COR است که یک باند فرود آسفالت دارد و طول باند آن ۷۲۱۸ متر است. این فرودگاه در شهر کوردوبا (آرژانتین) کشور آرژانتین قرار دارد و در ارتفاع ۴۸۹ متری از سطح دریا واقع شده‌است.